# Comitas de Arzanena
Comitas de Arzanena (Κομιτᾶς; em armênio: Կոմիտաս Աղձնիքի; romaniz.: Komitas Ałjnik’i; m. 628) ou Comitas de Alzeque (em armênio: Կոմիտաս Աղձքից; romaniz.: Komitas Ałjkʼicʼ), dito o Construtor (Šinoł), foi um eclesiástico, músico e poeta armênio que tornou-se católico da Igreja Armênia de 615 a 628. Fez-se famoso por seu amplo programa de reconstrução de edifícios religiosos e os seus envolvimentos com disputas teológicas.

## Vida
Comitas (Κομιτᾶς), Cometas (Κομητᾶς, Komētas) ou Cometes (Κομητης, Komētēs) são variantes de um nome de origem grega, cujo significado é "cabelo comprido". Foi registrado em armênio como Comitas (Կոմիտաս, Komitas).

## Biografia

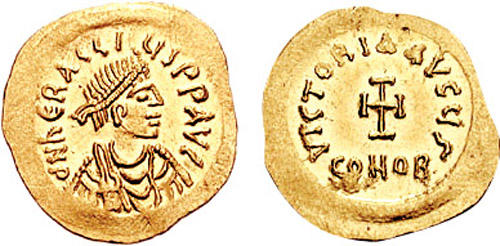
Tremisse de Heráclio r.

Comitas era originário de Arzanena. Era bispo da "terra dos Mamicônios", ou seja, de Taraunitis, quando virou católico. Enquanto bispo, foi famoso pela inovação na composição de xaracãs (hinos), sendo o autor armênio mais antigo conhecido pelo nome; a sua obra mais célebre foi o hino Almas Devotadas. Também é lembrado por seu programa de reparação de edifícios religiosos: em Dúbio construiu a igreja de São Gregório, enquanto em Valarsapate restaurou a Catedral de Valarsapate e construiu, em 616/618, a igreja de Santa Arsema, no local de um antigo edifício com uma cúpula de madeira, que ameaçava ruir.
Como católico mostrou-se um participante ardente de disputas doutrinais. Defendeu a doutrina ortodoxa da Igreja Armênia no Concílio de Ctesifonte em 615-616, tendo, nesta ocasião, aceitado o monofisismo e condenado as doutrinas calcedônia e nestoriana. Nos últimos anos de seu catolicossato, o imperador bizantino Heráclio (r. 610–641) finalmente superou o Império Sassânida na guerra que se seguia e a influência do Império Bizantino sobre a Armênia foi restaurada.